# Uncopolynoe corallicola
Uncopolynoe corallicola är en ringmaskart som beskrevs av Hartmann-Schröder 1960. Uncopolynoe corallicola ingår i släktet Uncopolynoe och familjen Polynoidae. Inga underarter finns listade i Catalogue of Life.